# St. Ulrich (Vogging)
Die Nebenkirche St. Ulrich ist die 
römisch-katholische Dorfkirche von Vogging, einem Ortsteil der Gemeinde Ampfing in Oberbayern.

## Geschichte
Die Kirche wurde um das Jahr 1615 errichtet und war lange Zeit Ziel von Wallfahrern.

## Beschreibung
Der Chor des schlichten Baus ist dreiseitig geschlossen und hat ein Joch. Das Langhaus hat fünf Joche und ist von einem Tonnengewölbe mit Stichkappen gedeckt. Die Wandpfeiler schließen mit Kämpfern ab.
An der Westseite befindet sich ein kleiner Turm, der im unteren Bereich vier- und im oberen Bereich achtseitig ausgeprägt ist.